# Beaux-Arts (Metro de Charleroi)
La estación de Beaux-Arts es una estación de la red de Metro de Charleroi (Bélgica), operada por las líneas    y .
Pertenece al bucle central de la red.

## Presentación
Posee una entrada a un entresuelo, donde están las taquillas. Debajo, se encuentra la estación propiamente dicha. Todas las líneas paran en el andén central, después de que se cerrasen los laterales, utilizados ahora como cocheras. Tres colores dominan la estación: azul, rojo y amarillo. Contrastan, sin embargo, con los del entresuelo, blancos y azules. Encima de este espacio hay un bucle utilizado por las líneas  y  para abandonar o entrar al bucle. En las inmediaciones está el segundo intercambiador de bus más importante de Charleroi, el de Beaux-Arts.

## Accesos
- Boulevard Solvay

## Conexiones
| Línea | Procedencia                     | Parada               | Destino                |
| ----- | ------------------------------- | -------------------- | ---------------------- |
| 41    | JUMET Madeleine                 | CHARLEROI Beaux-Arts | CHARLEROI Beaux-Arts   |
| 50    | CHARLEROI Beaux-Arts            | CHARLEROI Beaux-Arts | LUTTRE Gare            |
| 154   | CHARLEROI Beaux-Arts            | CHARLEROI Beaux-Arts | CHÂTELINEAU SNCB       |
| 710   | CHARLEROI Beaux-Arts            | CHARLEROI Beaux-Arts | FLEURUS Champs-Elysées |
| CITY  | CHARLEROI Ville Haute           | CHARLEROI Beaux-Arts | CHARLEROI Ville Basse  |
| MIDO  | MARCHIENNE-AU-PONT Place Astrid | CHARLEROI Beaux-Arts | CHARLEROI Beaux-Arts   |